# Суђење Флоберу (филм)
„Суђење Флоберу” је југословенски ТВ филм из 1971. године. Режирао га је Арсеније Јовановић а сценарио је написао Данило Николић.

## Улоге
| Глумац                     | Улога |
| -------------------------- | ----- |
| Божидар Дрнић              |       |
| Милан Лане Гутовић         |       |
| Предраг Лаковић            |       |
| Јован Милићевић            |       |
| Зоран Милосављевић         |       |
| Светолик Никачевић         |       |
| Владимир Поповић           |       |
| Властимир Ђуза Стојиљковић |       |
| Михајло Викторовић         |       |
| Милош Жутић                |       |